# Окружна (платформа, Савеловський напрямок МЗ)
Окружна (рос. Окружная) — зупинний пункт/пасажирська платформа Савеловського напрямку Московської залізниці та маршруту МЦД-1 у Москві. Є у складі транспортно-пересадного вузла «Окружна». 
Поблизу платформи прямує Мале кільце Московської залізниці, що дало назву платформі.

## Історія
Відкрито в 1911 році. До липня 2018 мала у своєму складі дві берегові платформи по сторонам від двох головних колій, що знаходилися високо на насипу. Під платформами був розташований пішохідний тунель і будівля квиткової каси. Влітку 2015 року було проведено реконструкцію платформ.
У 2018 році головні колії перенесені на естакаду  над коліями МЦК, на ній збудовано нову острівну платформу. 2 серпня 2018 відбулося офіційне відкриття нової платформи. 6 вересня 2018 року було відкрито новий вестибюль під платформою. Нова платформа має ліфти та ескалатори.
Через перенесення зменшилася відстань пересадки на МЦК. Відбулося повне перенесення I і II колій на нову вісь, на схід від старого розташування, а на колишньому місці буде нова естакадна платформа з III і IV коліями.

## Сполучення
Час руху від Москва-Бутирська — 9 хвилин.
Від Окружної відправляють електрички до Москва-Бутирська, в сторону Дубни, Савелово, а також у Смоленському (Білоруському) напрямку.
Пасажирське сполучення здійснюють електропоїздами, найдальші пункти безпересадкового сполучення (грудень 2010 року):
- У північному напрямку:

Савелово, Дубна, Желтиково (субота, неділя).
- У південному напрямку:

У напрямку від Окружної: Бородіно, Звенигород, Усово.
У напрямку до Окружної: Можайськ, Звенигород, Усово.

## Пересадки
- Метростанцію  Окружна
- Станцію МЦК  Окружна
- Залізничну платформу Петровсько-Розумовське
- Автобуси:: 82, 154, 194, 282, 524, 677к, т36